# 肝膿瘍
肝膿瘍（かんのうよう、英: liver abscess）とは、肝臓に膿瘍が出現する状態。大腸菌、連鎖球菌、ブドウ球菌、赤痢アメーバなどの感染を原因とするものと腸炎、胆道炎、虫垂炎などの炎症によるものとがある。肝膿瘍では発熱、発汗、腹痛などが認められ、血液所見として白血球の増加が認められる。治療には排膿のために穿刺あるいは開腹手術が行われる。
ウシでは主としてグラム陰性無芽胞嫌気性桿菌の1属であるフソバクテリウム属の壊死桿菌(学名:Fusobacterium necrophorum)感染に起因して発生する。F. necrophorumはニワトリの赤血球に対する凝集性の有無によりF. necrophorum subsp. necrophorum(Fnn)とF. necrophorum subsp. funduliforme(Fnf)の2亜種に分類され、両者は病原性が異なる。菌分離には市販の嫌気性培地に血液を加えた培地を用いる。他の原因菌にはブドウ球菌、連鎖球菌、ブドウ球菌などがある。肝生検時の肝膿瘍穿刺により腹腔内への感染が生じることがある。